# 297 Caecilia
297 Caecilia este un asteroid din centura principală, descoperit pe 9 septembrie 1890, de Auguste Charlois.